# Terapia feminista

El conocimiento de la terapia y psicoterapia feminista es algo relativamente nuevo en América Latina. En Europa y Estados Unidos, surgió a fines de 1960 en el contexto de la revolución feminista que promovió los grupos de autoconciencia. En España también vemos algunos aportes, donde destacan los trabajos de Victoria Ferrer, Margarita Gili y Esperanza Bosch (Orellana, 2022).  

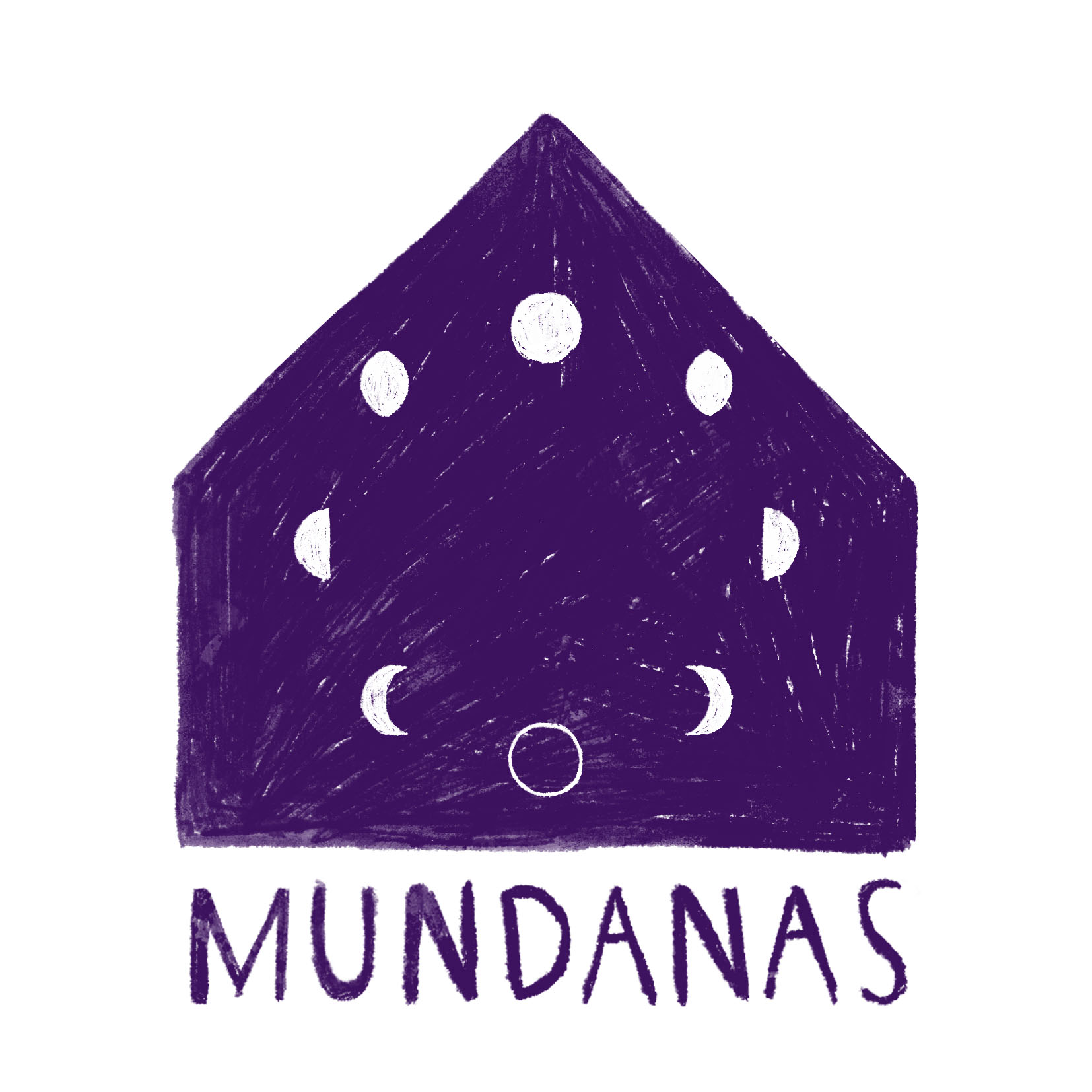

Esta forma de hacer terapia entiende que las mujeres pueden experimentar diferentes problemas que le generan malestar e intervienen su subjetividad, como un resultado de opresión patriarcal. Es decir, los problemas personales son políticos y por lo tanto su abordaje no puede hacerse desde un subjetivismo psicologicista. 
En Chile, la Escuela Autónoma de Terapia Feminista Mundanas, es el primer centro que se dedica a la formación de mujeres en lo que ellas llaman Terapia Situada Feminista. Entienden por esta terapia un ejercicio de conciencia y reflexión para que las mujeres puedan encontrar su propia subjetividad fuera del patriarcado. "Es una propuesta política para la recuperación del ejercicio y el efecto de los acompañamientos terapéuticos en nuestro contexto actual, reformulando el análisis sobre el malestar psicológico, a partir de las implicancias materiales y simbólicas que estructuran las historias de vida y sobrevida de las mujeres y niñas que resisten a las condiciones de una cultura fundada en la misoginia como paradigma social" (Mafe Solar, 2022, p.9). 
La terapia feminista es un cambio social e individual que entiende que las mujeres se encuentran en una situación de desventaja en el mundo. Las especialistas en este tipo de terapia exponen la necesidad de empoderar a las mujeres, haciéndolas conscientes de las desigualdades sociales y entendiendo que "lo personal es político". Las y los terapeutas feministas consideran esencial el establecer una relación de igual con su cliente. El empoderamiento del cliente es uno de los objetivos principales en terapia, ayudando a la persona a que encuentre sus propias herramientas y determine su autonomía. Establecer un contrato entre terapeuta y cliente es también esencial para determinar los objetivos que se quieren conseguir, dejando constancia de que la persona que acude a terapia es responsable de sí misma. 
Es una corriente psicológica que puede resultar útil tanto en mujeres como en hombres, ya que los hombres también se encuentran condicionados por cuestiones de género. 

### PUBLICACIONES EN ESPAÑOL
En América Latina hay escasa producción teórica sobre Terapia Feminista. Sin embargo, se puede destacar el libro Desobedecer para Sanar, publicado el año 2022 por la Escuela Autónoma de Terapia Feminista Mundanas y la Revista digital de la misma escuela . 

## Fundamentos
La terapia feminista entiende que las mujeres se encuentran en desventaja en el mundo por razones de sexo, género, sexualidad, etnicidad, religión, edad y otras categorías. Las y los terapeutas feministas admiten que muchos de los problemas que surgen en la terapia se deben a las fuerzas sociales que retiran el poder a las mujeres, por lo que el objetivo de la terapia es identificar esas fuerzas y otorgar poderes a la clienta. En una terapia feminista cliente y terapeuta colaboran como iguales. El o la terapeuta debe desmitificar la terapia desde el principio y mostrar a la clienta que ella es su propia salvadora, y que las expectativas, roles y responsabilidades de ambos deben ser exploradas y aceptadas por ambos. El o la terapeuta reconoce que con cada síntoma que tenga una clienta, también hay una fortaleza.
La terapia feminista se desarrolló debido a las preocupaciones de que las terapias tradicionales no estaban ayudando a las mujeres. Preocupaciones específicas de terapeutas feministas incluyen el sesgo de género y los estereotipos que surgen en una consulta; culpar a las víctimas de abusos físicos y sexuales; presuponer una familia nuclear tradicional; y la permanente y continua eliminación de las mujeres del discurso psicológico. Otra de las razones por las cuales apareció una visión feminista de la terapia psicológica, fue por la visión crítica que se comenzó a tener desde diferentes grupos, sobre la forma de proceder de diferentes profesionales; y como una forma de cuestionar la forma en la que la medicina y la psicología había estado relatada en su mayoría por hombres. 
 A pesar de las diferentes teorías que envuelven la práctica feminista, existen características comunes desde los principios de la terapia feminista. En 1977, Rawlings y Carter señalaron las siguientes características: 
1. Una terapeuta feminista no da más valor a una persona de clase social media alta que a una persona de clase trabajadora. 
2. La principal fuente de patología en las mujeres es social, no personal, externa, no interna. 
3. El foco en el estrés del ambiente como principal fuente de patología no se utiliza como una vía de escape de la responsabilidad individual. 
4. La terapia feminista equipara el ajuste personal a condiciones sociales; el objetivo es el cambio social y político. 
5. El resto de mujeres no son el enemigo. 
6. Los hombres tampoco son el enemigo. 
7. Las mujeres deben ser económicamente y psicológicamente autónomas.

## Otras aplicaciones
La terapia feminista también se considera como una alternativa interesante para trabajar con hombres, puesto que problemas como el machismo, la homofobia o la violencia de género requiere que se desmitifiquen los estereotipos con los que la masculinidad hegemónica percibe a las mujeres y a los hombres. La terapia puede ser útil para el género masculino a la hora de entender cómo su rol de género le ha limitado de alguna forma, explorando las formas en las que la sociedad ha impactado en su habilidad de expresar emociones. Otras áreas en las que la persona con género masculino puede presentar dificultades son las siguientes: intimidad, vulnerabilidad, emocionalidad y el cuidado de las relaciones. 
En el presente, la terapia feminista está abierta a parejas, familias, niños y niñas, y personas de cualquier género.  

### Colaboradoras de la terapia feminista
- Mafe Solar Mansilla.
- Zicri Orellana Rojas
- Judith Worrell
- Pam Remer[7]
- Sandra Bem
- Laura Brown[8]
- Jean Baker Miller[9]
- Carolyn Enns[10]
- Ellyn Kaschak[11]
- Bonnie Burstow[12]

## Ref[13]erencias
1. 1 2  Rowan, John. "AHP A Guids to Humanistic Psychology." 2001. Association for Humanistic Psychology. 25 Nov. 2008 <https://web.archive.org/web/20090205154204/http://www.ahpweb.org/rowan_bibliography/chapter16.html>.
2. ↑  Byram Fowles, Tammie. "Contributions to Feminist Therapy." Psych-Net- UK. 25 Nov. 2008 <https://web.archive.org/web/20081021094916/http://www.psychnet-uk.com/readers_articles/contributions%20of%20feminist%20theory.htm>.
3. ↑  Walker, Lenore. “A Feminist Therapist Reviews the Case.” Women As Therapists. Cantor, Dorothy. 1990. as cited in Byram Fowles, Tammie. "Contributions to Feminist Therapy." Psych-Net- UK. 25 Nov. 2008 <https://web.archive.org/web/20081021094916/http://www.psychnet-uk.com/readers_articles/contributions%20of%20feminist%20theory.htm>.
4. ↑  "Foundations of Feminist Therapy." 25 Nov. 2008 <http://media.wiley.com/product_data/excerpt/69/04713743/0471374369.pdf>.
5. ↑  «Feminist Therapy». Consultado el 24/11/16.
6. ↑  Kahn, Jack S. (30 de diciembre de 2010). «Feminist Therapy for Men: Challenging Assumptions and Moving Forward». Women & Therapy 34 (1-2): 59-76. ISSN 0270-3149. doi:10.1080/02703149.2011.532458. Consultado el 4 de marzo de 2016.
7. ↑   Web oficial.
8. ↑  Laura Brown Web oficial.
9. ↑  Jean Baker Miller en Wellesley College.
10. ↑  Carolyn Enns Archivado el 3 de marzo de 2016 en Wayback Machine. en Cornell College.
11. ↑  Ellyn Kaschak Web oficial.
12. ↑  Bonnie Burstow Archivado el 19 de febrero de 2012 en Wayback Machine. en Ontario Institute for Studies in Education
13. ↑  Solar, Mafe (05 / 08 /2022). Desobedecer para sanar. MUNDANA. ISBN 978-956-09826-0-5. Consultado el 9 de agosto de 2023.

```
   Orellana, Zicri (2022). Cuando la herida es política, la respuesta    será el deseo. En Desobedecer para sanar. Santiago: Mundana
```